# Richard C. Shannon

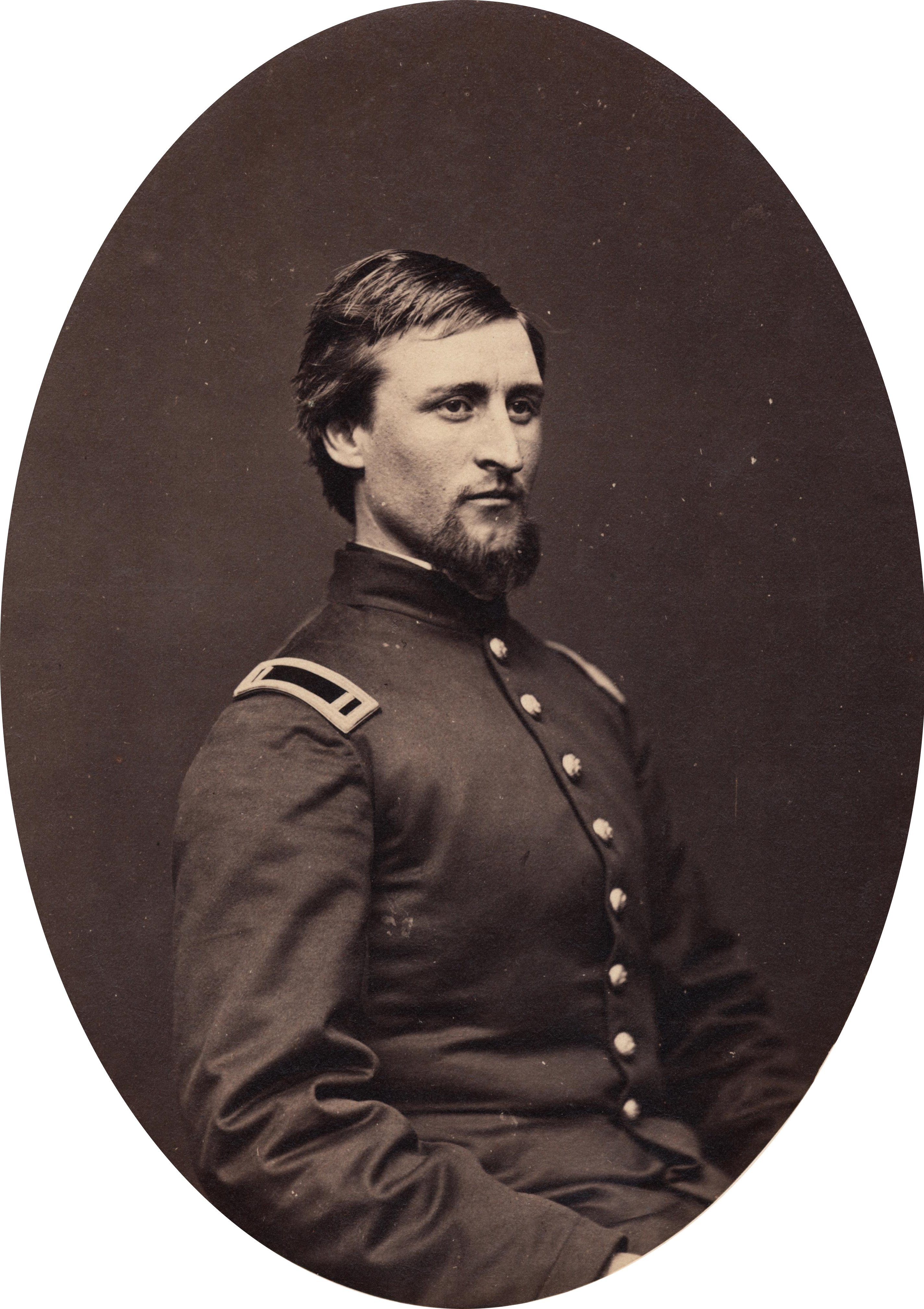
Richard C. Shannon

Richard Cutts Shannon (* 12. Februar 1839 in New London, Connecticut; † 5. Oktober 1920 in Brockport, New York) war ein US-amerikanischer Offizier, Jurist und Politiker. Zwischen 1895 und 1899 vertrat er den Bundesstaat New York im US-Repräsentantenhaus.

## Werdegang
Richard Cutts Shannon wurde ungefähr sieben Jahre vor dem Ausbruch des Mexikanisch-Amerikanischen Krieges in New London geboren und wuchs dort auf. Er graduierte an der Grammer School und der High School in Biddeford (Maine) und dem Waterville College (heute Colby College) in Maine.
Während des Bürgerkrieges verpflichtete er sich am 24. Juni 1861 in der Kompanie H des fünften Regiments der Maine Volunteer Infanterie. Man ernannte ihn am 10. Oktober 1861 zum First Lieutenant. Er wurde am 15. März 1862 Aide-de-camp von General Henry Warner Slocum und am 2. Oktober 1862 Captain und Assistant Adjutant General der Volunteers. Am 10. Februar 1866 wurde er ehrenhaft entlassen. 
1871 ernannte man ihn zum Secretary in der US Gesandtschaft in Rio de Janeiro (Brasilien) – eine Stellung, die er bis zu seinem Rücktritt im März 1875 innehatte. Er übernahm 1876 die Leitung über die Botanical Garden Railroad Co., ein amerikanisches Unternehmen in Brasilien, wo er im Laufe der Zeit Vizepräsident, Geschäftsführer und Präsident war.
Shannon kehrte 1883 in die Vereinigten Staaten zurück und graduierte 1885 an der rechtswissenschaftlichen Fakultät des Columbia College (heute Columbia University) in New York City. Er erhielt seine Zulassung als Anwalt 1886 und begann dann in New York City zu praktizieren. Präsident Benjamin Harrison ernannte ihn 1891 zum Gesandten (Envoy Extraordinary and Minister Plenipotentiary) in Nicaragua, wobei er auch für El Salvador und Costa Rica akkreditiert war – eine Stellung, die er bis April 1893 innehatte.
Politisch gehörte er der Republikanischen Partei an. Bei den Kongresswahlen des Jahres 1894 für den 54. Kongress wurde Shannon im 13. Wahlbezirk von New York in das US-Repräsentantenhaus in Washington, D.C. gewählt, wo er am 4. März 1895 die Nachfolge von John De Witt Warner antrat. Nach einer erfolgreichen Wiederwahl verzichtete er im Jahr 1898 auf eine erneute Kandidatur und schied nach dem 3. März 1899 aus dem Kongress aus.
Nach seiner Kongresszeit war er in New York City wieder als Anwalt tätig. 1903 ging er in den Ruhestand und zog nach Brockport im Monroe County. Er verstarb dort am 5. Oktober 1920 und wurde dann auf dem Lake View Cemetery beigesetzt.